# Grzywonóżka turecka
Grzywonóżka turecka (Chaetopelma turkesi) – gatunek pająka z infrarzędu ptaszników i rodziny ptasznikowatych. Znany wyłącznie z miejsca typowego w tureckiej prowincji Hatay.

## Taksonomia
Gatunek ten opisany został po raz pierwszy w 2014 roku przez Aydına Topçu i Nurcana Demircana. Jako miejsce typowe wskazano płaskowyż Yahyalı w tureckim dystrykcie Dörtyol. Epitet gatunkowy nadano na cześć arachnologa, Tuncaya Türkeşa.

## Morfologia
U holotypowego samca długość ciała wynosiła 14 mm przy karapaksie długości 6 mm i szerokości 4,9 mm, a u paratypowej samicy długość ciała wynosiła 21 mm przy karapaksie długości 7 mm i szerokości 6 mm. Samce mają karapaks ubarwiony ciemnobrązowo, a samice jasnobrązowo, u obu płci z ciemnymi liniami rozchodzącymi się promieniście z jamek. Oczy pary przednio-bocznej leżą nieco bardziej z przodu niż pary przednio-środkowej, a oczy pary tylno-bocznej bardziej z tyłu niż pary tylno-środkowej. Jamki karapaksu są wąskie i poprzeczne. Szczękoczułki mają od 9 do 10 zębów na krawędzi przedniej. Warga dolna ma u samca około 25, a u samicy około 30 kuspuli. Z kolei liczba kuspuli na szczękach wynosi około 115 u samca i około 120 u samicy. Opistosoma (odwłok) jest owalna, owłosiona, u obu płci jasnoszara z brązowym wzorem. Nogogłaszczki samca mają bulbus z embolusem długim i cienkim, ale krótszym niż trzykrotność długości tegulum, osadzonym na owym tegulum nasadowo i biegnącym równolegle w jego pobliżu, w widoku bocznym S-kształtnie wykrzywionym. Genitalia samicy cechuje spermateka złożona z dwóch długich i cienkich, zakrzwionych do wewnątrz zbiorników o jednopłatowych wierzchołkach, formujących wspólnie rombowatą ramkę.